# Miluo Jiang
Miluo Jiang (kinesiska: 汨罗江) är ett vattendrag i Kina. Det ligger i provinsen Hunan, i den södra delen av landet, omkring 79 kilometer norr om provinshuvudstaden Changsha.
Genomsnittlig årsnederbörd är 1 879 millimeter. Den regnigaste månaden är maj, med i genomsnitt 312 mm nederbörd, och den torraste är oktober, med 57 mm nederbörd.